# Heeresmunitionsanstalt Siegelsbach

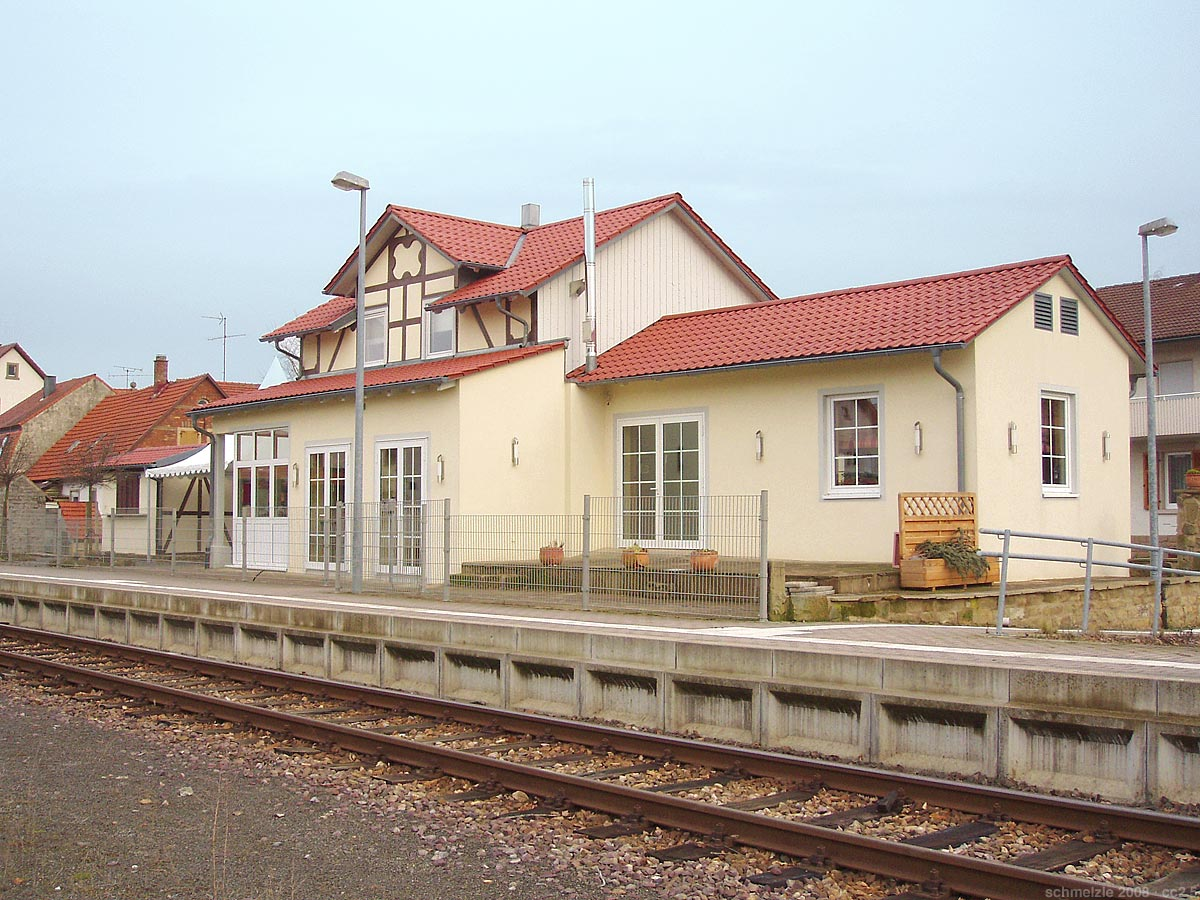
Siegelsbach Bahnhof

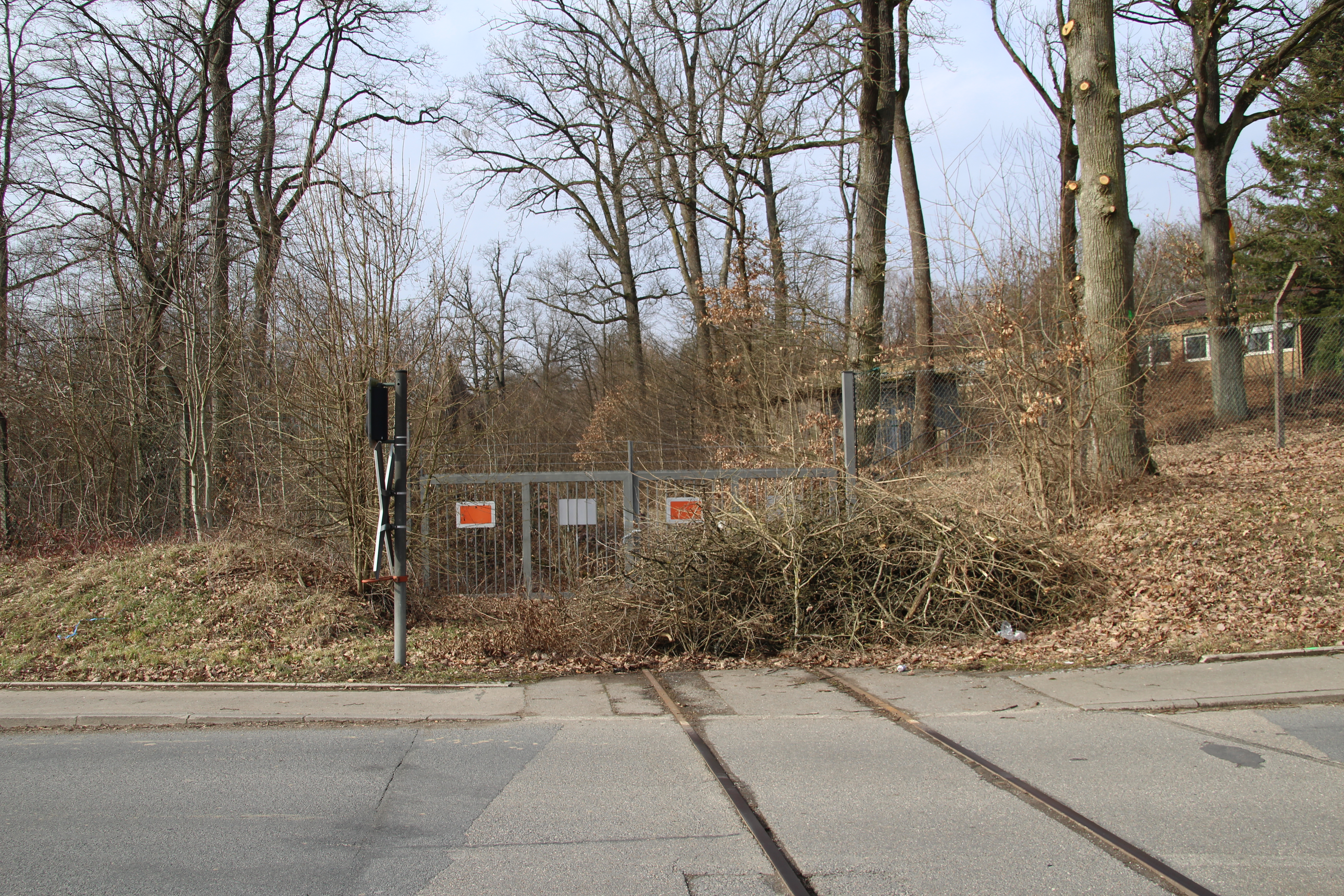

Die Heeresmunitionsanstalt Siegelsbach war eine Munitionsanstalt (kurz Muna) des Heeres der Wehrmacht in der Zeit des Nationalsozialismus bei Siegelsbach im Landkreis Heilbronn im nördlichen Baden-Württemberg. Sie wurde 1939 eingerichtet. Wie alle Heeres-Munitionsanstalten diente sie zunächst zur Fertigstellung von Artilleriegranaten, war in der Endphase des Krieges auch Zwischenlager für Raketen des Typs Aggregat 4 (kurz A4, Propagandabezeichnung V2). Nach dem Zweiten Weltkrieg waren kurzzeitig ehemalige Zwangsarbeiter und später Heimatvertriebene im Gelände einquartiert. Ab 1950 nutzte die US-Armee 117 Hektar des Geländes, während die Gemeinde Siegelsbach auf den restlichen Flächen zunächst Gewerbe ansiedelte, bevor ab 1959 die Bundeswehr die nicht von den Amerikanern genutzten Flächen beanspruchte. Über Jahrzehnte waren in der Anlage dann Geräte- und Munitions-Depots von US-Armee und Bundeswehr, zeitweise waren dort auch Atomsprengköpfe der amerikanischen Pershing-Raketen gelagert. Nach dem Abzug der Amerikaner 1993 machte die Bundeswehr die nun allein genutzte Anlage zum Gerätehauptdepot, nutzte sie aber seit 2002 nur noch als Verwahrlager und räumte sie 2010 vollständig. Seitdem wird das Gelände privatisiert und einer Gewerbenutzung zugeführt. Die rund 208 Hektar umfassende Anlage war die größte militärische Einrichtung im Kraichgau.

## Geschichte

### Heeresmunitionsanstalt
Das Waldgebiet zwischen Siegelsbach, Obergimpern und Wagenbach war spätestens seit 1938 in das Interesse der Wehrmacht gerückt. Die genauen Gründe für die Standortwahl sind heute nicht mehr bekannt, mögen aber wie bei der nahen Neckar-Enz-Stellung mit der Absicherung gegen einen möglichen Angriff aus Frankreich oder wie bei den später in der Umgebung erbauten Rüstungsstollen des nahen KZ Neckarelz mit der versteckten Lage in einem ansonsten militärisch wenig genutzten Landstrich zu tun haben. Sicher im Zusammenhang stand die Anlage mit dem Gipsstollen in Neckarzimmern, der als Lager der in Siegelsbach zu produzierenden Munition dienen sollte und für den sicher dieselben Standortkriterien galten.
Das Oberkommando des Heeres ordnete am 1. Dezember 1938 die Errichtung einer oberirdischen Heeresmunitionsanstalt mit Gleisanschluss und Übergabebahnhof im bezeichneten Waldgebiet an. Die Gemeinden Siegelsbach und Obergimpern wurden Anfang Februar 1939 über eine geplante, nicht näher bezeichnete militärische Anlage auf ihren Gemarkungen in Kenntnis gesetzt. Von der Gemeinde Siegelsbach wurden 70 Hektar Wald dafür eingefordert, von der Gemeinde Obergimpern 115 Hektar. Durch einige im Umfeld errichtete zugehörige Gebäude hat sich die Gesamtfläche später noch etwas erhöht. Die Erschließung der Anlage sollte von Siegelsbach aus erfolgen. Die Gemeindevertreter, die zu Stillschweigen verpflichtet wurden, hatten dem Vorhaben trotz großer Zweifel nichts entgegenzusetzen. Der Gemeinderat von Siegelsbach stimmte dem Verkauf der geforderten Fläche am 24. März 1939 zu. In Obergimpern kam der Verkauf erst am 28. Dezember 1941, als man auf Siegelsbacher Seite längst zu bauen begonnen hatte, vor den Gemeinderat, der ebenfalls zustimmte. Im Mai 1943 wurden nachträglich die Kaufverträge geschlossen. Die Vermögensverwaltung des Heeres zahlte den Kaufpreis von über 1 Mio. RM anteilig an die Gemeinden jedoch nicht in bar, sondern als Reichsanleihen, die schon zwei Jahre später mit dem Zusammenbruch des Deutschen Reiches ihren gesamten Wert verloren.
Noch im Frühjahr 1939 begann der Bau der Heeresmunitionsanstalt auf dem Siegelsbacher Teil der Fläche. Erbaut wurde der Eingangsbereich im Nordosten der Anlage mit Verwaltungsgebäuden, Unterkünften und Sozialgebäuden, außerdem die Gebäude zur Munitionsbearbeitung sowie verschiedene technische Gebäude, darunter Kesselhaus, Werkstätten und Garagen. Der größte Teil der Fläche wurde für die verstreut liegenden 75 Munitionshäuser und Packmittelschuppen benötigt. Zur Gewinnung der zum Bau der Gebäude benötigten Steine pachtete die Hanauer Firma W. Franz im Juli 1939 den damals brachliegenden Siegelsbacher Steinbruch, viel weiteres Baumaterial kam über die Krebsbachtalbahn, deren zuvor bescheidenes Güteraufkommen sich mit Beginn der Bauarbeiten vervielfachte. Die Planungen sahen vor, die Anlage in Siegelsbach für 600 Beschäftigte aufzuschlagen und im zugehörigen Lager in Neckarzimmern weitere 200 Arbeitsplätze zu schaffen. Die Arbeiter sollten im Ort oder in der Umgebung wohnen. Eine kleine Wohnsiedlung für höhere Dienstgrade sollte an der Zufahrtsstraße von Siegelsbach aus entstehen. Zusätzlich zu errichtende Unterkunftsbaracken sollten nur im Falle der Mobilmachung belegt werden, in Friedenszeiten aber als Erholungsheime für Arbeiter anderer Munitionsanstalten dienen, da man die Siegelsbacher Anlage von amtlicher Seite auch als die schönstgelegene Munitionsanstalt Großdeutschlands betrachtete.
Noch während der Bauarbeiten brach der Zweite Weltkrieg aus, so dass die Heeresleitung auf rasche Fertigstellung der Anlage drängte. Insbesondere sollten die Gebäude nun nicht mehr massiv, sondern in schneller Holzbauweise fertiggestellt werden, worüber sich die örtliche Bauleitung aber nachweislich der doch in Sandstein gefertigten meisten Bauten hinweg gesetzt hat. Im Dorf Siegelsbach sah man die militärische Bautätigkeit kritisch, da Siegelsbach nun auch militärisches Angriffsziel sein konnte.
Der Siegelsbacher Bahnhof wurde 1940 zur Bewältigung des großen Güteraufkommens massiv ausgebaut und erhielt drei zusätzliche Rangier- und Abstellgleise. Die Munitionsanstalt erhielt einen eigenen Gleisanschluss, und auf ihrem Gelände wurden insgesamt rund 18 Kilometer Gleise verlegt – etwa ein Kilometer mehr als die Länge der Krebsbachtal-Hauptstrecke. Der Bahnhof erhielt 1942 noch zwei Stellwerke. Am Munawald entstand ein Haltepunkt der Nebenbahn, der nach dem damaligen Kommandeur Hauptmann Thom Thoms Hütten genannt wurde (heute: Siegelsbach Wald).
Ab Oktober 1940 wurden in der Munitionsanstalt von 250 Arbeiterinnen und Arbeitern Artilleriegranaten gefertigt. Sprengstoff, Zündmittel, Kartuschen und Pulver der Granaten kamen aus anderen Produktionsanlagen, in Siegelsbach erfolgte die Endmontage und die Versandverpackung. Sofern die Granaten nicht sofort an die Front ausgeliefert wurden, hat man sie in den 75 Munitionshäusern der Siegelsbacher Anlage zwischengelagert. Die geplante Lagerung in Neckarzimmern ließ sich nicht verwirklichen, da nach Neckarzimmern keine direkte Eisenbahnverbindung bestand und nach Beginn der Kriegsproduktion auch der Bau einer geplanten Linie nicht mehr sinnvoll gewesen wäre. So verließen die Munitionszüge Siegelsbach direkt an ihre Bestimmungsorte. Jeden Tag verließ mindestens ein Zug, manchmal auch zwei Züge mit 25 bis 30 gedeckten Güterwagen mit je 15 Tonnen Munition die Anlage. Als Lokomotiven kamen angemietete schwere Dampflokomotiven der Reichsbahn zum Einsatz, da die schwachen Lokomotiven der Krebsbachtalbahn die schweren Güterzüge nicht hätten bewegen können. Eingesetzt waren eine ehemalige polnische Güterzuglok des Typs PKP Tp 108 als Beutelokomotiven sowie drei Tenderlokomotiven der Baureihe 93 aus den Beständen der ehemaligen Badischen Staatsbahnen.
Im Laufe des Zweiten Weltkriegs stieg die Zahl der in der Muna beschäftigten Menschen auf rund 2000 an. Zu den ursprünglichen Handwerkern, Feuerwerkern und Feuerwehrleuten sowie der Wachkompanie kamen kriegsdienstverpflichtete Frauen, russische Kriegsgefangene, italienische Militärinternierte sowie diverse dienstverpflichtete Ausländer und Wehrmachtsstrafgefangene. Ein geringer Teil der Beschäftigten wohnte in der Taubenäckersiedlung am Wagenbacher Weg, der die Verbindung zwischen Ort und Muna bildete. In der Taubenäckersiedlung waren ab 1940 drei Häuser einer geplanten Wohnsiedlung fertiggestellt worden, in der man später mit Rücksicht auf den dörflichen Charakter Siegelsbachs nur höchstens 30 Familien von höheren Beamten und Offizieren unterbringen wollte. Zur Unterbringung der vielen restlichen Beschäftigten führte die Heeresverwaltung Verhandlungen mit der Gemeinde Siegelsbach zur Ausweisung neuer Baugebiete, die jedoch alle nicht fruchteten. Schließlich wurden verschiedene Barackenlager innerhalb und außerhalb des Muna-Geländes errichtet: das Frauenlager aus vier Wohn-, zwei Wasch- und einer Küchenbaracke am Wagenbacher Weg, sieben weitere Baracken innerhalb des Muna-Geländes sowie das aus weiteren Baracken bestehende Russenlager zwischen Muna und Wagenbacher Weg.
Ab 1943 wurde das Süd- und Sonderlager der Muna ausgebaut, in dem ab 1944 V2-Raketen zwischengelagert wurden. Das Südlager erhielt eine eigene Weiche von der Krebsbachtal-Hauptbahn, über die die Raketenteile getrennt nach Sprengköpfen und Zündern mit Tarnzügen vom KZ Dora angeliefert wurden. Von der Lagerung in der bewaldeten, uneinsehbaren und abgeschiedenen Siegelsbacher Muna versprach man sich einen besseren Schutz vor Luftangriffen. Im Südlager gab es 30 hölzerne Hallen, die mit Lorengleisen verbunden waren und jeweils neun Raketen aufnehmen konnten, die in der Reihenfolge, in der sie ankamen, auch wieder weiter verschickt wurden.
Ab Sommer 1944 begannen zahlreiche Luftangriffe in der Umgebung. Am 27. Mai 1944 wurde der Bahnhof Neckarbischofsheim-Reichsbahn, an dem die Nebenbahn zur Muna abzweigte, von Tieffliegern angegriffen, wobei ein Lokführer getötet wurde. Im Herbst ereigneten sich weitere Angriffe auf den Bahnhof, wobei drei Zwangsarbeiter getötet und drei Bahnbeschäftigte schwer verletzt wurden. Im Herbst 1944 ging auch die Produktion in der Muna deutlich zurück, da immer weniger des benötigten Sprengstoffs und der sonstigen Teile nach Siegelsbach gelangten. Mit sinkender Produktion wurde auch die Personalstärke der Anlage reduziert.
Am Sonntag, den 25. Februar 1945 ereignete sich ein schwerer Luftangriff in zwei Wellen. Nicht nur die abgeworfenen Bomben, sondern auch die auf dem Gelände detonierenden Explosivstoffe verursachten schwere Schäden. Da an diesem Sonntag nicht gearbeitet wurde und sich nur Wachposten und einige Kriegsgefangene in der Anlage befanden, waren nur sechs Todesopfer zu beklagen. Ein weiterer Angriff fand am 2. März 1945 statt, die meisten Bomben gingen aber auf dem freien Gelände zwischen dem Ort und der Muna nieder. Der Ort blieb bei beiden Angriffen von Bombentreffern verschont, gleichwohl waren viele Dächer und Fenster durch Druckwellen zerstört worden.
Gleich nach dem ersten Angriff wurden die Arbeiten in der weitgehend zerstörten Muna größtenteils eingestellt, gleichzeitig rückte auch die Front immer näher. Einige transportable Maschinen wurden ausgelagert. Ein Teil der Beschäftigten wurde im Ort noch mit einfachen Arbeiten wie dem Reinigen von Waffen weiterbeschäftigt. In der Karwoche Ende März 1945 hat ein Sprengkommando tagelang einen Großteil der noch übrigen Sprengmittel der Muna gesprengt. Am Karsamstag rückten die letzten Soldaten ab. Die Amerikaner erreichten am Ostersonntag den Nachbarort Hüffenhardt, wo es wegen des Widerstands einer SS-Einheit zu erbitterten Kämpfen kam. Am Folgetag rückten die Amerikaner kampflos in Siegelsbach ein.

### Nutzung nach dem Zweiten Weltkrieg
Nach der amerikanischen Besatzung bot die Muna ein chaotisches Bild. Die Amerikaner beschlagnahmten vor allem die verbliebenen V2-Teile und transportierten sie rasch ab, kümmerten sich dann aber zunächst nicht weiter um die Anlage. Auf dem von Bombentrichtern zerfurchten Gelände blieben große Mengen an verstreuten Sprengmitteln und Granatkartuschen zurück. Einige Munitionshäuser waren unzerstört geblieben und voll mit Munition, inmitten der Anlage stand auch noch ein ganzer Güterzug mit schussfertigen Granaten. Bis Juli 1945 lebten noch ehemalige russische Kriegsgefangene in einigen unzerstörten Baracken auf dem Gelände. Als diese die Heimreise angetreten hatten, wurde das Barackenlager von der UNRRA neu mit ehemaligen polnischen Zwangsarbeitern belegt, die dort bis Januar 1946 blieben. Von den früheren Zwangsarbeitern gingen zahlreiche Übergriffe und Plünderungen auf die Zivilbevölkerung aus.
Ab Februar 1946 war das Barackenlager in der Muna Durchgangslager für Heimatvertriebene aus den Ostgebieten, die man nach ihrer Registrierung und medizinischen Untersuchung schnellstmöglich in Privatquartieren in der Umgebung unterbrachte, teils in erdrückender Enge. In den drei Offiziershäusern an der Wagenbacher Straße lebten 1953 noch 28 Mietparteien.
Die Gemeindeverwaltung erlaubte den Einwohnern gleich nach Kriegsende, das zur Reparatur ihrer kriegsgeschädigten Häuser benötigte Baumaterial, vor allem Ziegel, aus der Muna zu holen. Beim Weiterbau der Taubenäckersiedlung griff man auch auf das verstreut in der Muna herumliegende Baumaterial zurück. Neben den berechtigten Personen kamen das ganze zweite Halbjahr 1945 noch viel mehr unberechtigte hinzu, die aus der Muna alles Verwertbare heraus schafften, von Buntmetall über Werkzeuge, Maschinen, Kohlen und Holz bis hin zu übrig gebliebenen Pulverkisten und einem Teil der Eisenbahnschienen. Erst im Dezember 1945 verbot der Landrat in Sinsheim Zivilpersonen den Zutritt zur Muna. Als Wachposten wurden die im Lager lebenden Polen in schwarze Uniformen gesteckt, denen gegenüber sich die Berechtigten auszuweisen hatten. Diese Maßnahme änderte jedoch kaum etwas am regen Treiben innerhalb der Anlage. Als die Polen im Januar 1946 abgezogen waren, wurde die Gemeinde Siegelsbach mit der Aufstellung eines 25-köpfigen Wachdienstes beauftragt, später auch mit der Aufstellung von etwa 80 Personen für Aufräumarbeiten, wofür auch Bewerber aus den umliegenden Orten angenommen wurden.
Am 13. April 1946 ereignete sich ein schweres Explosionsunglück. Zunächst kam es gegen 15 Uhr zu einer schweren Explosion und dem Ausbruch eines Feuers, das einen mit Pulver beladenen Zug in Brand setzte, dessen Waggons anschließend der Reihe nach ebenfalls explodierten. Bei dem Unglück kamen zwei junge Männer aus Babstadt zu Tode, die im Munawald Holzarbeiten erledigten. Die Ursache des Unglücks ist unklar. So könnte einer der beiden Männer die Explosion durch unvorsichtigen Umgang mit offenem Feuer verursacht haben oder es könnte eine für später an jenem Tag geplante kontrollierte Sprengung zu früh und unsachgemäß ausgelöst worden sein.
Als Folge des Unglücks wurde das Vertriebenenlager auf dem Muna-Gelände Anfang Mai 1946 aus Sicherheitsgründen aufgelöst. Die vorrangigen Aufräumarbeiten auf dem Gelände galten nun der Beseitigung der noch vorhandenen Pulvermengen, wofür auch Spreng- und Abrüstungsexperten herangezogen wurden, die die Baracken auf dem Gelände bezogen. Im Mai und Juni 1946 gingen 2100 Tonnen Pulver aus Siegelsbach als Reparationsleistung nach Frankreich, und danach intensivierte sich die Räumung des Pulvers noch. Im Sommer 1947 verließen täglich 10 bis 12 Waggons mit Pulver das Gelände. Zur Beseitigung der im Gelände verstreuten Munition wurden Sammelkommandos aufgestellt und Sprengplätze bei Obergimpern und im Wimpfener Wald eingerichtet, wo noch im Herbst 1948 täglich die aufgesammelten Munitionsmengen gesprengt wurden.
Im Sommer 1946 übernahm auch die Staatliche Erfassungs-Gesellschaft für öffentliches Gut GmbH (Steg) die Erfassung und Verwertung der in der Muna befindlichen Güter. Holz und Ziegel gingen zumeist an die Menschen der Umgebung, die Eisenbahnteile kamen u. a. dem Wiederaufbau des Mannheimer Hafens, der Albtalbahn in Ettlingen und der Filderbahn in Stuttgart zugute.
Nach dem Absammeln der oberirdischen Pulver- und Munitionsreste schloss sich bis 1951 die Suche und Unschädlichmachung der im Boden verbliebenen Blindgänger der Bombenangriffe an, die in die Gegend von Pforzheim gebracht und dort gesprengt wurden. Die Arbeiten verliefen ohne gefährliche Zwischenfälle. Die Suche nach Blindgängern war auch deswegen nötig geworden, weil in den späten 1940er Jahren erste Industriebetriebe die noch vorhandenen Gebäude im nordöstlichen Bereich der Muna nutzten und in Folge dieser Nutzung auch eine geringe Bautätigkeit auf dem Gelände einsetzte. Zu den ersten Betrieben zählten 1948 die Konservenfabrik Rosenberg und die Drogerieverarbeitung Roderburg, die jedoch nicht lange bestanden, sowie die erfolgreichere Elektrogerätefirma Naujocks und Stolle und die Handschuhfabrik Perkuhn. Nach Aufhebung der Sperrverordnung im Herbst 1951 begann die Gemeinde Siegelsbach mit der Anwerbung von weiteren Industriebetrieben. Selbst die Bundesdruckerei in Frankfurt am Main zeigte sich 1952 an der Nutzung von einem Teil des Geländes im Munawald interessiert.
Die Gewerbeansiedlung erfuhr bis zur Mitte der 1950er Jahre einen Aufschwung. Gleichwohl kursierten auch bald Gerüchte, dass das gesamte Muna-Areal wieder militärisch genutzt werden sollte, zumal die Amerikaner seit 1950 von den insgesamt 208 Hektar der Anlage rund 117 Hektar belegt hatten, nämlich die Flächen der Munitionshäuser und des Sonderlagers, und 1955 mit der Gründung der Bundeswehr auch die Wiederbewaffnung der Bundesrepublik begann.

### Geräte- und Munitionsdepot von Bundeswehr und US-Streitkräften
Im Oktober 1956 kam es zu einer Aussprache zwischen Vertretern der Gemeinde, der Betriebe, des Landratsamtes und des Kreisrats sowie Vertretern umliegender Gemeinden, bei der die Gemeinde und die Betriebe auf einen Verbleib des angesiedelten Gewerbes pochten. Nachdem schon 1956 bereits erste Betriebe das Gelände verlassen hatten, erhielten die restlichen Betriebe im Februar 1957 die Kündigung und haben das Gelände bis 1961 vollends geräumt. Schon 1959, noch vor dem Wegzug der letzten Betriebe, begann die Bundeswehr mit dem Aufbau eines Depots auf dem nicht von den Amerikanern genutzten Teil.
Die US-Armee hat die auf den von ihr ab 1950 genutzten 117 Hektar befindlichen Munitionshäuser gesprengt und die Reste beseitigt. 1953 wurden an ihrer Stelle zunächst leichte Lagerschuppen errichtet, 1954 hat man auch diese wieder abgerissen und stattdessen zahlreiche Bunker in verschiedenen Größen errichtet, unter anderem 53 so genannte Tresorbunker, die 15.500 Tonnen Gefechtsmunition der NATO aufnehmen konnte. Am Bau der Bunker waren zahlreiche Unternehmen aus der Umgebung beteiligt. Außerdem entstanden Unterkünfte für die Wachmannschaften sowie Sport- und Freizeitanlagen.
Das Siegelsbacher 9th Ordonance Battalion unterstand dem amerikanischen Kommando in Neckarsulm, wohin 1955 eine direkte Telefonleitung verlegt wurde. 1958 wurde ein Hubschrauberlandeplatz innerhalb des Depots erbaut, der später noch erweitert wurde.
Während der Kuba-Krise 1962, als bereits wieder die gesamte Muna-Anlage militärisch genutzt war, wurde aufgrund der zahlreichen an- und abfahrenden Raketentransporter bekannt, dass die Amerikaner in Siegelsbach auch Raketen mit Gefechtsköpfen lagerten. Die US-Armee erteilte freilich niemals Auskünfte über die Art der gelagerten Waffen.
In den 1970er Jahren gab es vereinzelt kleinere Friedensdemonstrationen am US-Depot, die Anlage kam aber nicht in das Interesse einer größeren Öffentlichkeit. Erst im Zuge der Nachrüstung und mit der Stationierung von Pershing-II-Raketen auf der Waldheide in Heilbronn zeigten Medien und Friedensbewegung größeres Interesse. Die Sendung Monitor berichtete am 18. Februar 1986 über nicht unwesentliche Mengen an Atomsprengköpfen in Siegelsbach. Außerdem gab es Spekulationen über biologische und chemische Kampfmittel. Am 19. April 1987 führte der Ostermarsch der Heilbronner Friedensbewegung von Heilbronn nach Siegelsbach. Heinz Günther behauptete im Deutschen Allgemeinen Sonntagsblatt vom 4. Oktober 1987, dass in Siegelsbach um die 1000 atomare Sprengköpfe mit einer Sprengkraft von 10 Mio. Tonnen TNT lagern würden. Die letzte in Siegelsbach stationierte Wacheinheit war die 556th MP Company. Die US-Truppen wurden ab September 1992 abgezogen. Der Abzug sollte bis August 1993 dauern, überraschend war das US-Depot dann aber schon im Mai 1993 geräumt. Die Bundeswehr übernahm es offiziell am 1. Oktober 1993.
Auf Bundeswehrseite waren bereits 1959 die ersten Gebäude für ein Materialhauptdepot errichtet worden. Ein Vorauskommando bezog die renovierten ehemaligen Arbeitshäuser, begann mit dem Bau von elf Lagerhallen und nahm das Anschlussgleis an die Krebsbachtalbahn wieder in Betrieb. Ende Juni 1959 begann die Einlagerung von Fahrzeugen. Bei der Taubenäckersiedlung entstanden Wohnblocks und Reihenhäuser für die Bundeswehr-Beschäftigten, zumal ein ganzes Depotumschlagbataillon im Depot eingelagert war. Es bestanden Pläne für eine kasernenartige Erweiterung der Wohnsiedlung.
Ende der 1960er Jahre wandelte die Bundeswehr das Materialhauptdepot aller Waffengattungen in ein Gerätedepot des Heeres um. Damit zog das Umschlagbataillon ab, die Pläne für eine Kaserne wurden obsolet und zu den verbliebenen etwa 120 bis 150 Soldaten kamen künftig vor allem auch viele Zivilbeschäftigte, darunter Kfz-Mechaniker, Schlosser, Schreiner und weitere Handwerker. Auf dem Bundeswehrgelände wurden zahlreiche Werkstätten und Hallen errichtet, wo intaktes Heeresmaterial, vor allem Kettenpanzer und andere gepanzerte Fahrzeuge, gelagert und gewartet und bei Bedarf, zumeist per Eisenbahntransport, an das Heer abgegeben wurde. Die SWEG als Betreiberin der Krebsbachtalbahn profitierte von den Materialtransporten immens, innerhalb des Depots übernahm eine eigene Diesellok die ankommenden Güterwagen. Zudem bestand in Siegelsbach eine große Konservierungs- und Verpackungsanlage für Waffen der Bundeswehr, die von dort aus den gesamten süddeutschen Raum abdeckte.
Die Gemeinde profitierte vor allem durch die Nutzung der Bundeswehr, zumal es im Depot viele Zivilarbeitsplätze gab und wegen des Depots Zuschüsse beim Straßenbau, beim Unterhalt der Kanalisation und weiteren kostenintensiven Posten gewährt wurden.
Als 1993 die Amerikaner abzogen, verblieb nur die Bundeswehr in der Anlage. Das Gerätedepot in Siegelsbach wurde zum Gerätehauptdepot, dem die Depots in Huchenfeld und Kirrlach unterstanden. Im Zuge der Verkleinerung der Bundeswehr ab 1995 fiel dann der Entschluss zur allmählichen Schließung der Anlage, den Verteidigungsminister Volker Rühe am 22. Mai 1996 verkündete. Der Gemeinderat und die ÖTV versuchten erfolglos, den Erhalt des Depots in Siegelsbach zu erwirken. Zu jener Zeit gab es noch knapp 100 Beschäftigte. 1998 wurde die hauptberufliche Brandschutzgruppe, die auch die Freiwilligen Feuerwehren in den Orten der Umgebung unterstützt hatte, in das Bundeswehrdepot in Neckarzimmern verlegt. 2002 wurde das Gerätehauptdepot in ein Verwahrlager umgewandelt und von nur noch etwa 20 Beschäftigten betreut. Ende 2010 wurde die Anlage von der Bundeswehr aufgegeben.

### Heutige Nutzung
Die Kommunalentwicklung GmbH aus Stuttgart, die die Anlage während des Abzugs der Bundeswehr betreute, wollte einen Industriepark für Umwelttechnologie mit Anlagen für Solarstromgewinnung, Biomasse und Windkraft im Munawald errichten und hat im einstigen US-Teil ab 2008 eine Solaranlage errichtet. Die erhofften EU-Fördergelder blieben jedoch aus, so dass die Pläne der Stuttgarter Gesellschaft geplatzt sind. Die Bundesanstalt für Immobilienaufgaben hat danach die Vermarktung der Flächen übernommen. Einen Teil nutzt die Heilbronner Polizeidirektion für Übungen, einen anderen Teil die Siegelsbacher Kosmetik- und Drogeriefirma Mann & Schröder, auch ein Sägewerk hat Lagerflächen auf dem Gelände bezogen. Als Neuansiedlung konnte die zuvor in Sinsheim ansässige Firma Pakufol gewonnen werden, die mit ihrer Produktion von Müllsäcken in das alte Muna-Gelände gezogen ist.